# Hogna ocellata
Hogna ocellata este o specie de păianjeni din genul Hogna, familia Lycosidae. A fost descrisă pentru prima dată de L. Koch, 1878.
Este endemică în Azerbaijan. Conform Catalogue of Life specia Hogna ocellata nu are subspecii cunoscute.